# Хуан де ла Сьєрва
Хуан де ла Сьєрва (ісп. Juan de la Cierva; нар. 21 вересня 1895, Мурсія, Іспанія — пом. 9 грудня 1936 Кройдон, Англія) — іспанський винахідник, в 1922 році створив автожир, літальний апарат важчий за повітря.
Підйомна сила автожира створювалася за допомогою великого несучого гвинта, який розташовувався над фюзеляжем і обертався під дією набігаючого потоку повітря.
Переїхавши в 1925 році до Англії, за підтримки шотландського промисловця Джеймса Г. Вейра, заснував компанію Cierva Autogiro Co., яка будувала автожири разом з компанією Avro Aircraft.
Сьєрва загинув 9 грудня 1936 в авіакатастрофі літака Douglas DC-2 в Кройдоні, Англія.